# 800 mètres masculin aux championnats du monde d'athlétisme 2023
Pour des articles plus généraux, voir Championnats du monde d'athlétisme 2023 et 800 mètres aux championnats du monde d'athlétisme.
Navigation
Eugene 2022 Tokyo 2025
L'épreuve du 800 mètres masculin des championnats du monde de 2023 se déroule du 22 au 26 août 2023 au sein du Centre national d'athlétisme à Budapest, en Hongrie.

## Qualification
La période de qualification est comprise entre le 31 juillet 2022 et le 30 juillet 2023. Le minima de qualification est fixé à 1 min 44 s 70.

## Résultats

### Séries
Les 3 premiers de chaque série (Q) et les 3 meilleurs temps (q) se qualifient pour les demi-finales.
| Rang | Série | Athlète                | Pays                            | Temps   | Notes |
| ---- | ----- | ---------------------- | ------------------------------- | ------- | ----- |
| 1    | 1     | Emmanuel Wanyonyi      | Kenya                           | 1:44.92 | Q     |
| 2    | 7     | Marco Arop             | Canada                          | 1:45.05 | Q     |
| 3    | 1     | Gabriel Tual           | France                          | 1:45.10 | Q     |
| 4    | 7     | Simone Barontini       | Italie                          | 1:45.21 | Q     |
| 5    | 6     | Abdelati El Guesse     | Maroc                           | 1:45.24 | Q     |
| 6    | 7     | Yanis Meziane          | France                          | 1:45.30 | Q     |
| 7    | 1     | Catalin Tecuceanu      | Italie                          | 1:45.31 | Q     |
| 8    | 4     | Adrián Ben             | Espagne                         | 1:45.24 | Q     |
| 9    | 2     | Mateusz Borkowski      | Pologne                         | 1:45.40 | Q     |
| 10   | 6     | Andreas Kramer         | Suède                           | 1:45.42 | Q     |
| 11   | 2     | Max Burgin             | Royaume-Uni                     | 1:45.43 | Q     |
| 12   | 2     | Joseph Deng            | Australie                       | 1:45.48 | Q     |
| 13   | 4     | Bryce Hoppel           | États-Unis                      | 1:45.56 | Q     |
| 14   | 1     | Tshepiso Masalela      | Botswana                        | 1:45.60 | q     |
| 15   | 4     | Daniel Rowden          | Royaume-Uni                     | 1:45.67 | Q     |
| 16   | 2     | Mark English           | Irlande                         | 1:45.71 | q, SB |
| 17   | 6     | Slimane Moula          | Algérie                         | 1:45.76 | Q     |
| 17   | 4     | Filip Ostrowski        | Pologne                         | 1:45.76 | q     |
| 19   | 6     | Francesco Pernici      | Italie                          | 1:45.89 |       |
| 20   | 7     | Joonas Rinne           | Finlande                        | 1:45.93 |       |
| 21   | 2     | Brad Mathas            | Nouvelle-Zélande                | 1:45.95 |       |
| 22   | 4     | Abdullahi Hassan       | Canada                          | 1:46.33 |       |
| 23   | 5     | Benjamin Robert        | France                          | 1:46.45 | Q     |
| 24   | 4     | Ferguson Rotich        | Kenya                           | 1:46.53 |       |
| 25   | 5     | Ben Pattison           | Royaume-Uni                     | 1:46.57 | Q     |
| 26   | 4     | Marino Bloudek         | Croatie                         | 1:46.63 |       |
| 27   | 5     | Mohamed Attaoui        | Espagne                         | 1:46.65 | Q     |
| 28   | 6     | Peter Bol              | Australie                       | 1:46.75 |       |
| 29   | 5     | Emmanuel Korir         | Kenya                           | 1:46.78 | SB    |
| 30   | 6     | James Preston          | Nouvelle-Zélande                | 1:46.84 |       |
| 31   | 5     | Abdessalem Ayouni      | Tunisie                         | 1:46.85 |       |
| 32   | 6     | Handal Roban           | Saint-Vincent-et-les-Grenadines | 1:46.86 |       |
| 33   | 5     | Clayton Murphy         | États-Unis                      | 1:47.06 |       |
| 34   | 7     | Balázs Vindics         | Hongrie                         | 1:47.18 |       |
| 35   | 2     | Dániel Huller          | Hongrie                         | 1:47.41 |       |
| 36   | 3     | Ngeno Kipngetich       | Kenya                           | 1:47.63 | Q     |
| 37   | 7     | Eduardo Ribeiro        | Brésil                          | 1:47.75 |       |
| 38   | 6     | Abedin Mujezinović     | Bosnie-Herzégovine              | 1:47.76 |       |
| 39   | 7     | Oussama Nabil          | Maroc                           | 1:47.79 |       |
| 40   | 3     | Djamel Sedjati         | Algérie                         | 1:47.87 | Q     |
| 41   | 3     | Saúl Ordóñez           | Espagne                         | 1:47.97 | Q     |
| 42   | 7     | Abdullah Al-Yaari      | Yémen                           | 1:47.98 | PB    |
| 43   | 3     | Isaiah Harris          | États-Unis                      | 1:48.00 |       |
| 44   | 3     | John Fitzsimons        | Irlande                         | 1:48.20 |       |
| 45   | 1     | Ryan Sánchez           | Porto Rico                      | 1:48.24 |       |
| 46   | 6     | Alex Beddoes           | Îles Cook                       | 1:48.31 |       |
| 47   | 5     | Riley McGown           | Australie                       | 1:48.38 |       |
| 48   | 3     | Ebrahim Alzofairi      | Koweït                          | 1:48.41 |       |
| 49   | 2     | Tom Dradriga           | Ouganda                         | 1:48.60 |       |
| 50   | 3     | John Rivera            | Porto Rico                      | 1:48.83 |       |
| 51   | 3     | Amel Tuka              | Bosnie-Herzégovine              | 1:49.01 |       |
| 52   | 1     | Mohamed Ali Gouaned    | Algérie                         | 1:46.16 |       |
| 53   | 1     | Krishan Kumar          | Inde                            | 1:50.36 |       |
| 54   | 3     | Allan Ngitsi Chirwa    | Malawi                          | 1:51.62 | PB    |
| 55   | 4     | Ole Jakob Solbu        | Norvège                         | 1:51.66 |       |
| 56   | 1     | Hein Htet Aung         | Birmanie                        | 1:53.63 | PB    |
| 57   | 7     | Mohammed Dwedar        | Palestine                       | 1:55.45 | PB    |
| 58   | 1     | Manuel Ataide          | Timor oriental                  | 1:58.32 |       |
| 59   | 6     | Justice Dreischor      | Aruba                           | 1:59.56 |       |
| 60   | 5     | Faustino Prieto Alfaro | Guinée équatoriale              | 2:04.20 | PB    |
|      | 2     | Navasky Anderson       | Jamaïque                        |         | DQ    |

### Demi-finales
Les 2 premiers de chaque série (Q) et les 2 meilleurs temps (q) se qualifient pour la finale. 
| Rang | Série | Athlète            | Pays        | Temps   | Notes |
| ---- | ----- | ------------------ | ----------- | ------- | ----- |
| 1    | 3     | Emmanuel Wanyonyi  | Kenya       | 1:43.83 | Q     |
| 2    | 3     | Adrián Ben         | Espagne     | 1:43.92 | Q, PB |
| 3    | 1     | Slimane Moula      | Algérie     | 1:43.93 | Q     |
| 4    | 2     | Marco Arop         | Canada      | 1:44.02 | Q     |
| 5    | 3     | Bryce Hoppel       | États-Unis  | 1:44.04 | q     |
| 6    | 1     | Tshepiso Masalela  | Botswana    | 1:44.14 | Q, PB |
| 7    | 1     | Ben Pattison       | Royaume-Uni | 1:44.23 | q     |
| 8    | 1     | Mateusz Borkowski  | Pologne     | 1:44.30 | PB    |
| 9    | 3     | Yanis Meziane      | France      | 1:44.30 | PB    |
| 10   | 3     | Simone Barontini   | Italie      | 1:44.34 | PB    |
| 11   | 1     | Mohamed Attaoui    | Espagne     | 1:44.35 | PB    |
| 12   | 1     | Benjamin Robert    | France      | 1:44.38 |       |
| 13   | 2     | Djamel Sedjati     | Algérie     | 1:44.49 | Q     |
| 14   | 1     | Abdelati El Guesse | Maroc       | 1:44.55 |       |
| 15   | 3     | Andreas Kramer     | Suède       | 1:44.57 | SB    |
| 16   | 2     | Saúl Ordóñez       | Espagne     | 1:44.74 |       |
| 17   | 2     | Catalin Tecuceanu  | Italie      | 1:44.79 | PB    |
| 18   | 2     | Gabriel Tual       | France      | 1:44.83 |       |
| 19   | 3     | Mark English       | Irlande     | 1:45.14 | SB    |
| 20   | 2     | Filip Ostrowski    | Pologne     | 1:45.30 | PB    |
| 21   | 2     | Daniel Rowden      | Royaume-Uni | 1:45.38 |       |
| 23   | 2     | Max Burgin         | Royaume-Uni | 1:47.60 |       |
| 24   | 1     | Joseph Deng        | Australie   | 1:48.12 |       |

### Finale
| Rang               | Athlète           | Pays        | Temps         | Notes |
| ------------------ | ----------------- | ----------- | ------------- | ----- |
| Médaille d'or      | Marco Arop        | Canada      | 1 min 44 s 24 |       |
| Médaille d'argent  | Emmanuel Wanyonyi | Kenya       | 1 min 44 s 53 |       |
| Médaille de bronze | Ben Pattison      | Royaume-Uni | 1 min 44 s 83 |       |
| 4                  | Adrián Ben        | Espagne     | 1 min 44 s 91 |       |
| 5                  | Slimane Moula     | Algérie     | 1 min 44 s 95 |       |
| 6                  | Tshepiso Masalela | Botswana    | 1 min 45 s 57 |       |
| 7                  | Bryce Hoppel      | États-Unis  | 1 min 46 s 02 |       |
| 8                  | Djamel Sedjati    | Algérie     | DQ            |       |

## Légende
Records et Performances
- AR : Record continental (area record)
- CR : Record des championnats (championship record)
- MR : Record du meeting (meet record)
- NR : Record national (national record)
- OR : Record olympique (olympic record)
- PR : Record paralympique (paralympic record)
- PB : Record personnel (personal best)
- SB : Meilleure performance personnelle de la saison (season's best)
- WL : Meilleure performance mondiale de l'année (world leader)
- WJR : Record du monde junior (world junior record)
- WR : Record du monde (world record)

Circonstances et Conditions
- DNF : N'a pas terminé (did not finish)
- DNS : N'a pas pris le départ (did not start)
- DQ : Disqualification (disqualification)
- NM : Aucun essai valable enregistré (No Mark)
- Q : Qualifié « directement » au prochain tour (ou à la prochaine compétition), lors d'une compétition majeure, grâce au classement ou à la réalisation des minima (automatic qualifier)
- q : Qualifié au prochain tour (ou à la prochaine compétition), lors d'une compétition majeure, grâce au repêchage ou à la réalisation de l'une des meilleures performances parmi celles des « non qualifiés directement » (grâce au meilleur temps ou à la meilleure distance par exemple) (secondary qualifier)